# 타라 피츠제럴드
타라 피츠제럴드(Tara Fitzgerald, 1967년 9월 18일 ~ )는 잉글랜드의 배우이다.

## 출연 작품
- 사이렌스
- 브래스드 오프
- 더 킹: 헨리 5세 - 후퍼 역